# Stadsberget

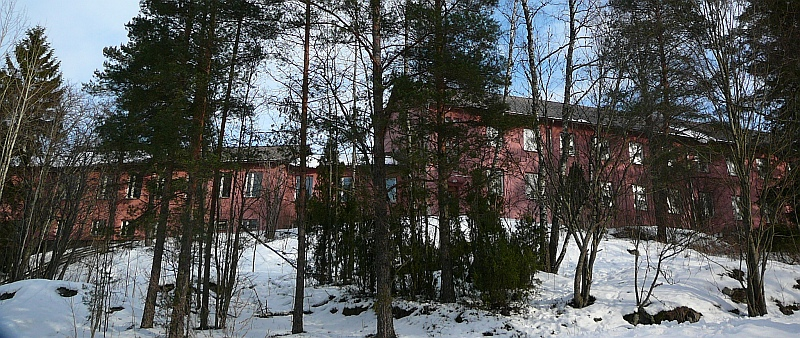
Bostadsområdet Lugnet

Stadsberget (finska: Kaupunginkallio) är en stadsdel i Esbo stad och hör administrativt till Gamla Esbo storområde. 
Stadsberget är mestadels obebyggt, men byggnadstakten har ökat de senaste åren, främst på grund av att området ligger nära Esbo centrum. Det finns två delområden i Stadsberget, Furubacka (fi. Honkamäki) och Lugnet. I Furubacka finns det främst egnahemshus och några enstaka höghus. 
Namnet Stadsberget är från 1900-talet och kommer från namnet på ett berg, varifrån man lär ha kunna se ända till Helsingfors. Namnet föreslogs som namn på stadsdelen år 1975 med hänvisning till omgivningen och närheten till Esbo centrum.